# Alpenhummel

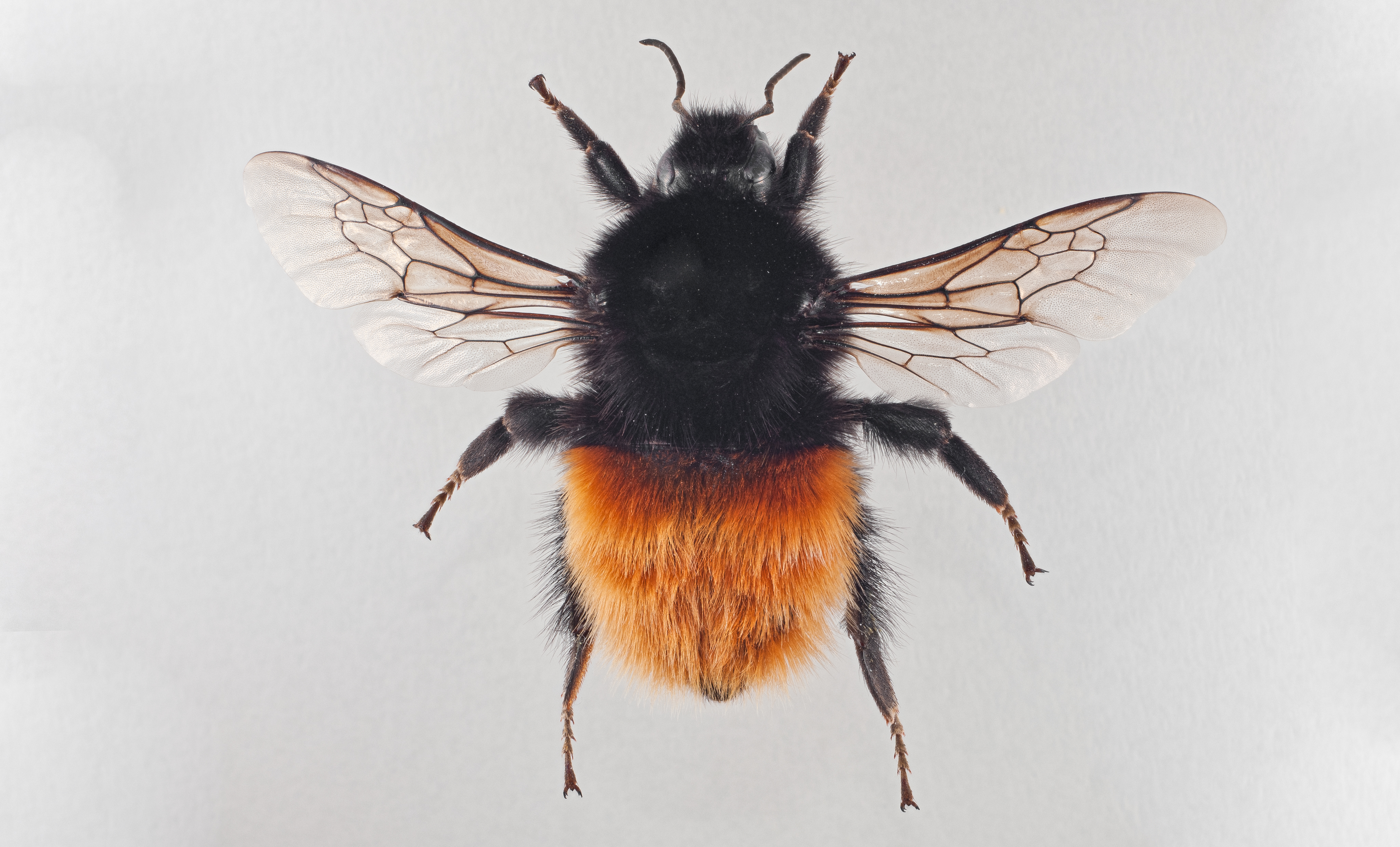
Alpenhummel (Bombus alpinus)

Die Alpenhummel (Bombus alpinus) ist eine Biene aus der Gattung der Hummeln (Bombus). Sie ist in Deutschland in der Roten Liste gefährdeter Arten als „stark gefährdet“ (Kategorie 2) ausgewiesen.

## Merkmale
Die Tiere erreichen eine Körperlänge von 22 bis 26 mm (Königin), 14 bis 16 mm (Arbeiterin) bzw. 15 bis 17 mm (Drohn). Ihre Flügelspannweite beträgt 32 bis 36 mm (Königin), 22 bis 26 mm (Arbeiterin) bzw. 23 bis 26 mm (Drohn). Ihr struppig behaarter Körper hat eine schwarze Grundfarbe, der Thorax besitzt vor allem bei Drohnen häufig nahe dem Kopf einen grauen Kragen. Das dritte bis sechste Tergit am Hinterleib haben eine orangerote Färbung. Sie haben Ähnlichkeit mit der Bergwaldhummel (Bombus wurflenii), unterscheiden sich jedoch durch ihren größeren und stärkeren Körperbau sowie das zweite Tergit des Hinterleibs, das bei der ähnlichen Art auch orangerot gefärbt ist. Ihr Kopf ist lang, der Saugrüssel mittellang.

## Vorkommen
Die Art kommt in den Alpen in Höhen von 1600 bis 3100 Metern vor.

## Lebensweise
Die Alpenhummel bildet unterirdische Nester in verlassenen Mäusenestern mit 100 bis 150 Individuen. Königinnen sind von Ende April bis Ende Mai auf der Suche nach Nistmöglichkeiten. Arbeiterinnen treten ab Mitte Mai bis Ende September auf. Drohnen und Königinnen der neuen Generation fliegen von Mitte August bis Ende September. Die Art wird zu den Pollenstorern gezählt, das heißt, dass der gesammelte Pollen und auch Nektar in ausgedienten Brutzellen gelagert wird. Zu den wichtigsten Nahrungspflanzen zählen Alpenhelm (Bartsia alpina), Alpen-Kratzdistel (Cirsium spinosissimum), Rostblättrige Alpenrose (Rhododendron ferrugineum), Teufelskrallen (Phyteuma) und Primeln (Primula). Die Königin ist im Flug an einem tiefen Brummton erkennbar. Nach der Nestgründung fliegt sie auch noch bei Temperaturen um den Gefrierpunkt.